# Gulpen
Gulpen è una località e un'ex-municipalità dei Paesi Bassi situata nella provincia del Limburgo. Soppressa nel 1999, il suo territorio, assieme a quello di Wittem, è stato incorporato in quello della municipalità di Gulpen-Wittem della quale è diventata capoluogo.